# 新潟県道290号曽野木一日市線
新潟県道290号曽野木一日市線（にいがたけんどう290ごう そのきひといちせん）は、新潟県新潟市中央区から同市東区に至る一般県道である。

## 概要
元々は新潟市江南区丸潟新田（新潟県道16号新潟亀田内野線交点・丸潟バス停付近）を起点としていた路線。鳥屋野潟南部地区の再開発事業の進捗と磐越道・新潟中央IC開設を機に、現在地を起点とする路線となった。新潟中央IC付近は鳥屋野潟公園、新潟市産業振興センター、新潟勤労者総合福祉センター（新潟テルサ）、東京学館新潟高等学校、新潟市民病院など、近年は公共施設の集積地として開発が進捗している。
清五郎周辺は旧道区間を一部廃止した上で、新潟県スポーツ公園の敷地として再整備された。新潟中央ICから弁天線と連絡する南長潟丁字路までの区間は、全線平面交差・片側2車線の都市計画道路「鳥屋野潟公園線」として整備されている。スポーツ公園の敷地を東西に横断、新潟スタジアム（デンカビッグスワンスタジアム）と新潟県立野球場（HARD OFF ECOスタジアム新潟）の間は盛り土となっており、地平部の歩道をオーバーパスしている。
スポーツ公園の角・長潟交差点から東側は狭隘な旧道区間となり（この間、長潟（宮本橋）交差点までの間は公園線が並行している）、農家と古くからの住宅地が続く。亀田バイパスをアンダーパスし、山二ッで旧49号と交差。越後石山駅北側でJR信越本線を踏切で越え、中野山で県道4号（赤道）と交差。石山団地周辺の商店街を横目に見ながらJR白新線・東新潟駅南側を通る。石山地区東部の住宅地東端で市道太平大淵線と十字路で合流した後、白新線をオーバーパスする岡山跨線橋（旧岡山新橋）北詰の丁字路から分流し、そのまま白新線に沿って東進、大形駅北口駅前や新潟県立新潟北高等学校北側を経由して再び県道16号と交差する。なお中央区長潟から東区江口にかけての区間は、南側で並行している新潟市道嘉瀬蔵岡線（1 - 4号）がバイパス的な役割を果たしている。
前述の岡山跨線橋周辺の道路構造は、以前は非常に複雑になっていた。かつては当県道が本道で、岡山新橋北詰から丁字路で東側へ分流していた。しかし、白新線を挟んで南北に縦貫する前述の市道太平大淵線の交通量が増加し、また複数の道路がクランク状に接続している上、各交差点にも信号機が設けられていないなど構造的な問題が多く、渋滞が慢性的に発生していた。このうち太平大淵線は都市計画道路として整備が進められ、その一環として跨線橋周辺の道路構造も段階的に改善が進められた。まず2008年（平成20年）頃、岡山新橋に築堤上で直接接続していた当県道の西側区間を南側へ迂回させ、太平大淵線と十字路で交差する構造に改修された。さらに2009年（平成21年）、岡山新橋西側に新たな跨線橋を建設し、太平大淵線を南北に直行させ、当県道の東側区間と跨線橋北詰で丁字路で交差する構造に改修された。その後、旧新橋を撤去して太平大淵線を片側2車線に拡幅する工事が行われ、これにより周辺地区の交通円滑化が図られた。

### 路線データ
- 起点：新潟市中央区太右衛門新田字休明（太右衛門新田交差点、磐越自動車道・新潟中央インターチェンジ＝新潟県道16号新潟亀田内野線交点）
- 終点：新潟市東区柳ケ丘（中興野南交差点＝新潟県道16号新潟亀田内野線交点）

## 路線状況

### バイパス
- 鳥屋野潟公園線（新潟市中央区太右衛門新田 - 同区南長潟）
新潟市の都市計画道路として整備が進められ、1980年代中盤から鳥屋野潟公園（鐘木地区）の整備進捗と合わせ、鐘木地内（久蔵興野交差点 - 新潟市産業振興センター横の間）を皮切りに段階的に部分開通。新潟中央IC - 久蔵興野間と鐘木 - 清五郎（東北電力ビッグスワン前交差点付近）間、長潟（長潟交差点付近）- 南長潟間は道路を新規に整備し、清五郎 - 長潟間は1993年（平成5年）に旧道を全廃して鳥屋野潟公園（スポーツ公園）の園地建設と一体的に整備し、1998年（平成10年）7月部分開通[2]、2001年（平成13年）12月に全線が開通した。
なおこの間、当県道の起点は江南区丸潟新田から中央区太右衛門新田へ移転し、旧区間（丸潟丁字路 - ビッグスワン前交差点付近）は市道に指定変更。また公園線の整備中には新潟市道嘉瀬蔵岡線などを暫定的に県道として指定していた。

### 通称
- 鳥屋野潟公園線・ビッグスワン通り（太右衛門新田交差点・新潟中央IC - 南長潟交差点）
- 太平大淵線（東中島交差点 - 岡山跨線橋北詰交差点）

## 地理

### 通過する自治体
- 新潟県
新潟市（中央区 - 東区）

### 交差する道路
- 新潟市中央区
  - 磐越自動車道（新潟中央IC・太右衛門新田交差点）
  - 新潟県道16号新潟亀田内野線＜女池嘉木線＞（同）
  - 弁天線（南長潟交差点）
  - 弁天線（長潟（宮本橋）交差点）
  - 新潟県道5号新潟新津線＜旧49号＞（山二ッ交差点）
- 新潟市東区
  - 新潟県道4号新潟港横越線＜赤道＞（中野山交差点）
  - 新潟県道16号新潟亀田内野線（中興野南交差点）